# Saint-Georges-sur-Meuse
Saint-Georges-sur-Meuse är en kommun i Belgien.   Den ligger i provinsen Liège och regionen Vallonien, i den östra delen av landet, 80 km öster om huvudstaden Bryssel. Antalet invånare är 6 527.
Runt Saint-Georges-sur-Meuse är det i huvudsak tätbebyggt. Runt Saint-Georges-sur-Meuse är det tätbefolkat, med 459 invånare per kvadratkilometer.